# (13147) Foglia
(13147) Foglia est un astéroïde de la ceinture principale.

## Description
(13147) Foglia est un astéroïde de la ceinture principale. Il fut découvert le 24 février 1995 à Cima Ekar par Maura Tombelli. Il présente une orbite caractérisée par un demi-grand axe de 2,94 UA, une excentricité de 0,04 et une inclinaison de 2,8° par rapport à l'écliptique.

## Compléments